# Casinovijver

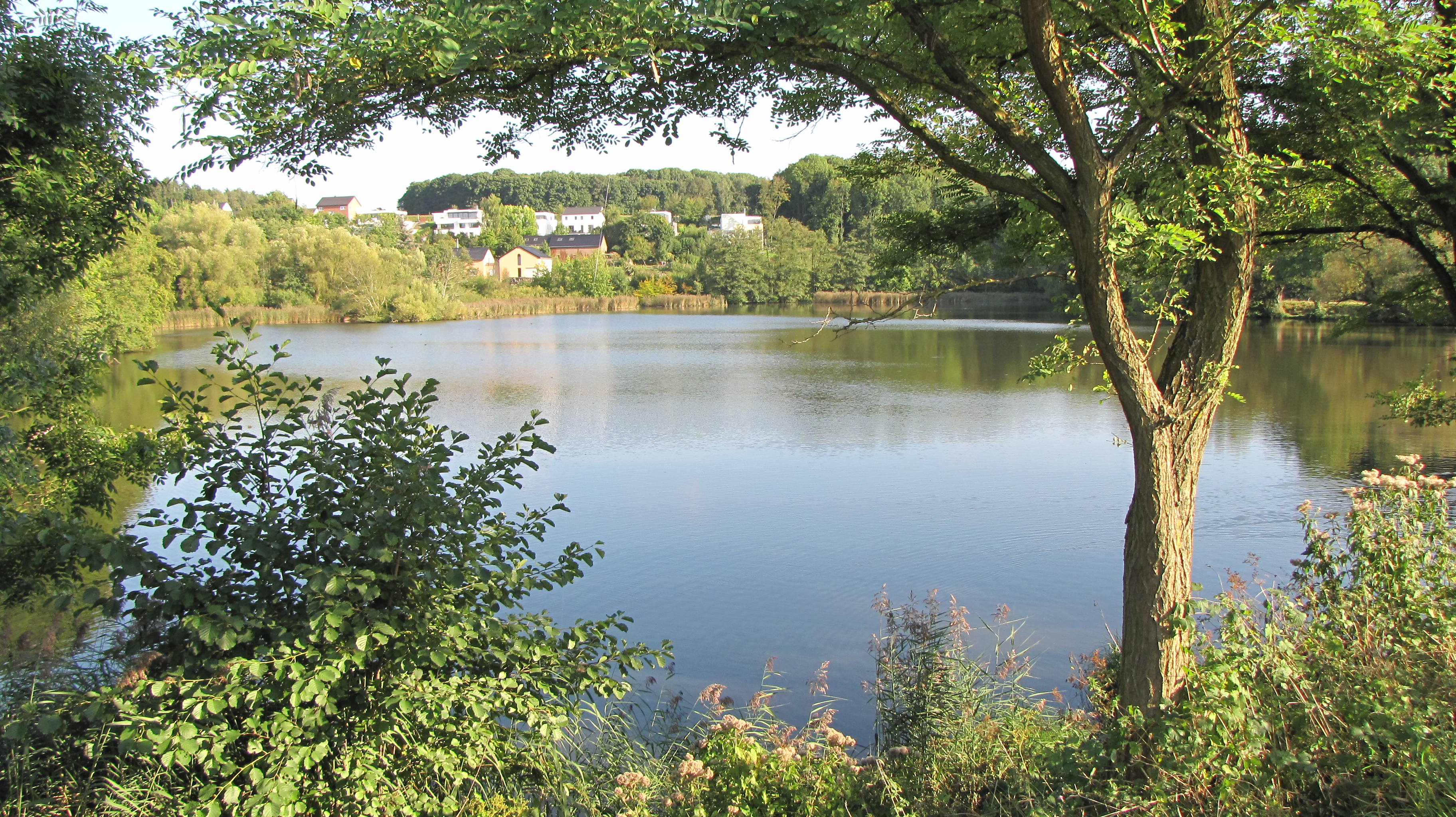
Casinovijver

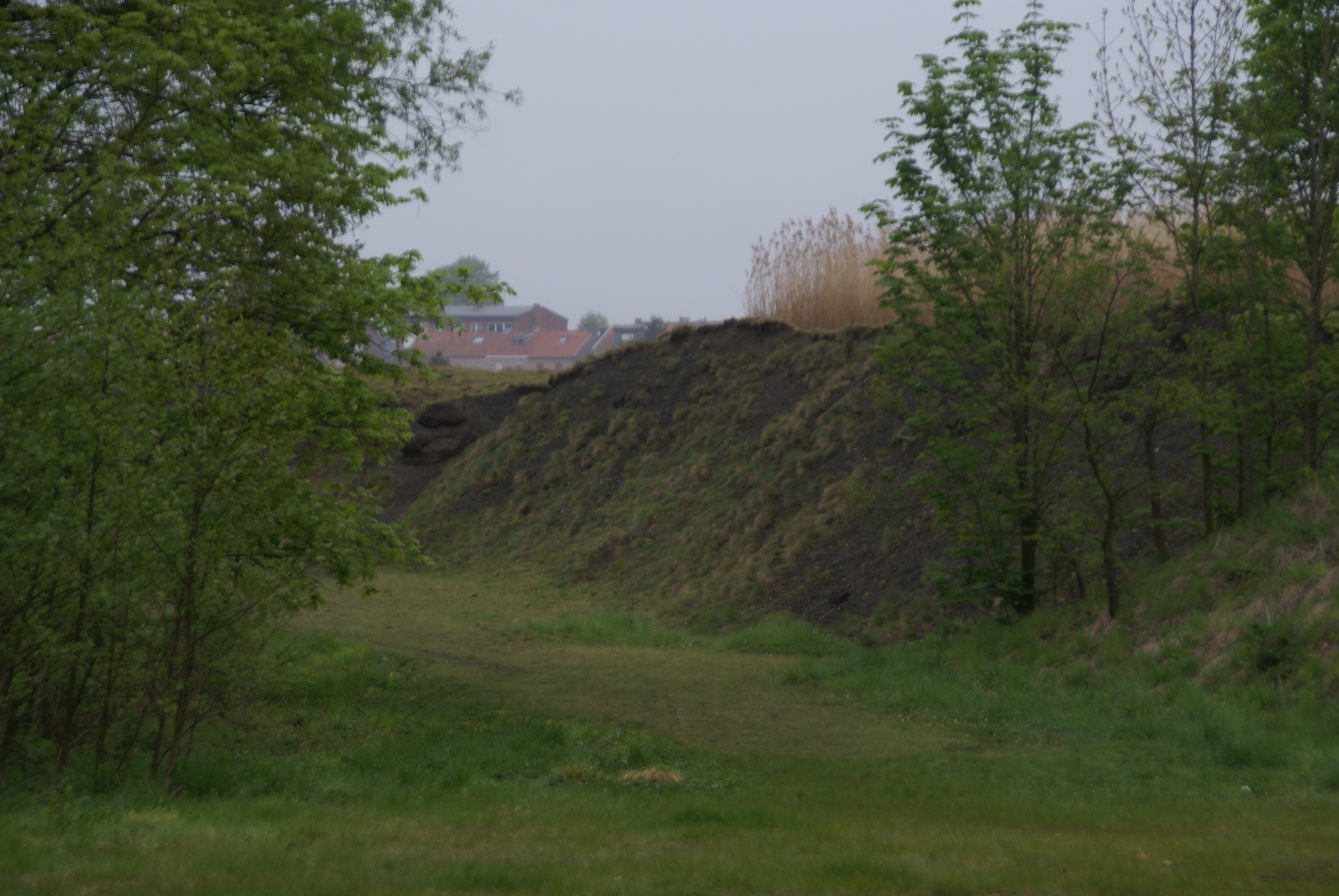
Berg oude slakken uit de zinkmijn.

De Casinovijver (Duits: Casinoweiher) is een vijver in de Tüljebach, gelegen in de tot de Belgische gemeente Kelmis behorende plaats Neu-Moresnet.
In 1861 werd deze vijf hectare grote vijver als stuwbekken aangelegd door het zinkbedrijf Société des Mines et Fonderies de Zinc de la Vieille-Montagne. Hiervoor werd een stuwwal aangelegd bij de samenvloeiing van de Tüljebach en de Geul, met als doel over een waterreservoir te beschikken voor het wassen van het zinkerts. Het bezinksel werd op de oever gedumpt en was nog rijk aan zware metalen, waardoor zich een zinkflora kon ontwikkelen.
De naam van de vijver heeft betrekking op de vele gokbedrijven die zich in Neutraal Moresnet vestigden. Daar was namelijk — overeenkomstig internationaal verdrag — de Code Napoléon van toepassing, waarin het gokken niet genoemd werd, dit in tegenstelling tot het aangrenzende België en Duitsland. Vele gokbedrijven vestigden zich in het ministaatje, maar de autoriteiten waren hier niet gelukkig mee, zodat ze in de Code Napoléon naar mogelijkheden zochten om een en ander in te dammen. De remedie werd gevonden in het uitvaardigen van een samenscholingsverbod voor meer dan twintig personen. De gokbedrijven gingen toen met groepen van minder dan twintig werken.